# Alfred Uhl
Alfred Uhl (Wenen, 5 juni 1909 - aldaar, 8 juni 1992) was een Oostenrijks componist, muziekpedagoog en dirigent.

## Levensloop
Uhl studeerde compositie bij Franz Schmidt aan de Musikacademie Wenen (nu: Universität für Musik und darstellende Kunst Wien). Hij voltooide zijn studies en promoveerde tot Dr. phil. (Philosophiæ Doctor).
Na de aansluiting van Oostenrijk of de Duitstalige gebieden van Oostenrijk bij Duitsland werd hij in 1938 "Gauobmann" van de vakgroep I in de afdeling volksmuziek van de Reichsmusikkammer. In 1940 werd hij ingelijfd bij het Duitse leger, maar al in 1941 werd hij na zware verwondingen ontslagen. In 1943 werd hij op aanbeveling van de "Reichsstatthalter" en "Gauleiter" Baldur von Schirach met de Schubertprijs van de stad Wenen onderscheiden. Kort daarna werd hij docent aan de Universität für Musik und darstellende Kunst Wien te Wenen en later tot professor beroepen.
In deze tijd werkte hij al als componist en zijn composities Sinfonischer Marsch (1937), Musik der Arbeit (1939), Fanfare für die Jugend (1944) en zijn Concertante Symfonie, voor klarinet en orkest, die onder leiding van Clemens Krauss in première ging, werden bekend. Zijn internationale doorbraak als componist vierde hij na de Tweede Wereldoorlog in 1957 met de première van zijn oratorium Gilgamesch (Gilgamesj). Heel bekend is ook zijn uitzonderlijke Methode voor klarinet.
Van 1945 tot 1979 was hij docent voor compositie en muziektheorie aan de Universität für Musik und darstellende Kunst Wien te Wenen. In 1964 werd hij tot professor benoemd. Tot zijn leerlingen behoren Friedrich Cerha, Karlheinz Essl, Heinz Karl Gruber, Augustin Kubizek, Anestis Logothetis en Gerhard Lampersberg.
Van 1949 tot 1954 was hij voorzitter van de door hem mee opgerichte Österreichische Gesellschaft für zeitgenössische Musik. Van 1970 tot 1975 was hij eveneens voorzitter van het Oostenrijkse Gezelschap voor auteursrechten AKM. In 1959 werd hij met Grote Oostenrijkse Staatsprijs voor Muziek en in 1980 met het Österreichisches Ehrenzeichen für Wissenschaft und Kunst 1e klasse onderscheiden.
Alfred Uhl is begraven in een eregraf op de begraafplaats Grinzing (Grinzinger Friedhof, groep 8, rij 2, nummer 8) te Wenen.

## Composities

### Werken voor orkest
- 1929 Präludium, voor groot orkest
- 1936 Französischer Walzer, voor orkest
- 1938 Lobgesang der Arbeit, symfonische suite voor groot orkest
- 1939 Wiener Walzer, voor groot orkest
- 1939 Musik der Arbeit, voor klein orkest
- 1944 7 Miniaturen, voor kamerorkest
- 1944-1945 4 Capricen (Von Musikanten, fahrenden Sängern, Gauklern und Komödianten), voor orkest
- 1945 Sonate, voor orkest
- 1947 Introduktion und Variationen über eine Melodie aus dem 16. Jahrhundert "Es geht eine dunkle Wolk' herein ...", voor strijkorkest
- 1966 Concerto a ballo, voor orkest
- 1977 Sinfonietta, voor groot orkest
- 1980 3 Skizzen, voor orkest
- 1984 Concerto, voor kamerorkest

#### Concerten voor instrumenten en orkest
- 1943 Concertante Symfonie, voor klarinet en orkest
- 1949 Concertino, voor viool en 22 blazers
- 1963 Klein concert, voor viool en orkest
- 1987 Concertante Symfonie, versie voor fagot en orkest

### Werken voor harmonieorkest en koperensemble
- 1936 Kleine Spielmusik, voor trompetten-koor
- 1937 Sinfonischer Marsch, voor koperblazers
- 1942 Fanfare (F-groot), voor koperblazers
- 1953 Serenade, voor 12 blaasinstrumenten en contrabas
- 1978-1979 Festfanfare, voor een groot trompetten-koor (vroeger: "Akademie-Festfanfare")

### Missen en gewijde muziek
- 1926-1927 Messe in b-klein, voor solisten, gemengd koor, orkest en orgel

### Oratoria en cantates
- 1954-1956 rev.1967-1968 Gilgamesch (Gilgamesj), oratorisch drama voor solisten, spreker, gemengd koor, knappenkoor, groot orkest en orgel
- 1960 rev.1963 Wer einsam ist, der hat es gut, vrolijke cantate voor sopraan, tenor, bas, gemengd koor en orkest - tekst: naar gedichten van Wilhelm Busch, Christian Morgenstern en Joachim Ringelnatz
- 1970 Festlicher Auftakt, voor gemengd koor, orgel en orkest met gebruik van twee vrij gevarieerde motieven uit het "Halleluja" van G. F. Händel

### Muziektheater

#### Opera's
| Voltooid in | titel                    | aktes               | première                              | libretto            |
| ----------- | ------------------------ | ------------------- | ------------------------------------- | ------------------- |
| 1959        | Katzenmusik, balletopera | 3 taferelen         |                                       | Karl Friedrich Alys |
| 1962-1965   | Der mysteriöse Herr X.   | Voorspel en 3 aktes | 8 juni 1966, Wenen, Wiener Festwochen | Theo Lingen         |

#### Balletten
| Voltooid in | titel   | aktes | première                              | libretto                               | choreografie |
| ----------- | ------- | ----- | ------------------------------------- | -------------------------------------- | ------------ |
| 1949        | Rondeau |       | 14 december 1949, in concertante vorm | dansvariaties naar thema's van Molière |              |

### Werken voor koren
- 1937 Ein lustiges Spiel für Kinder, luisterspel voor kinderkoor en piano - tekst: Otto Brandt
- 1960 3 Bagatellen, voor gemengd koor a capella
- 1963 Die Zeit, voor mannenkoor en piano - tekst: Christian Morgenstern
- 1970 Bumerang, voor mannenkoor a capella - tekst: Joachim Ringelnatz
- 1971 Tierischer Ernst, voor gemengd koor a capella - tekst: Heinrich Gattermeyer
- 1990 Tierischer Ernst, een reeks van vrolijke dierenliederen voor solisten, gemengd koor (of dubbelkwartet) en piano - tekst: Wilhelm Busch, Brandt, Heinrich Gattermeyer, Christian Morgenstern, Joachim Ringelnatz
- Seht, der Tag ist gekommen, freuet euch und lobet den Herrn, voor gemengd koor

### Vocale muziek
- 1922 Vergänglichkeit, voor alt (of mezzosopraan) en piano - tekst: J. M. Wunderlich
- 1924 Marienlied, voor sopraan en kamerensemble - tekst: Wunderlich
- 1924 Abendlandschaft, voor sopraan en piano - tekst: Joseph von Eichendorff
- 1924 Mittagsruh, voor sopraan en piano - tekst: Joseph von Eichendorff
- 1924 Die Sperlinge, voor mezzosopraan en piano - tekst: Joseph von Eichendorff
- 1925 Bitte, voor zangstem en piano - tekst: Nikolaus Lenau
- 1925 Frische Fahrt, voor zangstem en piano - tekst: Joseph von Eichendorff
- 1925 Gleichheit, voor sopraan en piano - tekst: Joseph von Eichendorff
- 1925 Wegweiser, voor sopraan en piano - tekst: Joseph von Eichendorff
- 1926 Im Walde, voor mezzosopraan en piano - tekst: Joseph von Eichendorff
- 1926 Lieblingsplätzchen (aus "Des Knaben Wunderhorn"), voor zangstem en piano
- 1927 Abschied, voor mezzosopraan en piano - tekst: Joseph von Eichendorff
- 1928 Buße, voor bariton en piano
- 1929 Herbstweh, voor mezzosopraan en piano - tekst: Joseph von Eichendorff
- 1935 Die Schnupftabaksdose, voor zangstem en piano - tekst: Joachim Ringelnatz
- 1935 Sehnsucht zurück, voor zangstem en piano - tekst: Herbert Strutz
- 1937 Zwischen acht und zehn, muziek voor een blijspel voor zangstem en piano - tekst: N. Böse
- 1946 Mir ist ein schön's braun Maidelein, voor zangstem en strijktrio
- 1952 Couplet von der Zwölftonmusik, humoristisch couplet voor 2 tenoren en Schrammelkwartet
- 1952 So ruhig geh ich meinen Pfad, voor zangstem en piano - tekst: Joseph von Eichendorff

### Kamermuziek
- 1923 Andante, voor viool, cello en orgel (1923, versie voor viool cello en piano)
- 1923 Andante, voor cello en orgel
- 1923 Stimmungsbild, voor altviool en piano
- 1923 Strijktrio
- 1924 Sarabande, voor viool en piano
- 1924 Widmung, voor cello en piano
- 1924 10 Divertimenti, voor altviool en cello
- 1926 Norwegisches Küstenlied, voor viool, cello en piano (of orgel)
- 1926-1930 Kleine Suite, voor viool, altviool en gitaar
- 1927 Pianokwartet in b klein (uitsluitend het 1e deel bekend)
- 1928 rev.1981 Trio, voor viool, altviool en gitaar
- 1929 Wiener Weisen, voor viool, altviool en gitaar
- 1930 Septett, voor 3 violen, 2 altviolen, cello en klarinet
- 1931 Sonatine, voor cello en piano
- 1932 Kleine Burleske, voor strijkkwartet
- 1935 Rondo, voor 2 violen
- 1937 rev.1988 Kleines Konzert, voor klarinet, altviool en piano (verdere versies: 1972 voor viool, cello en piano; 1988 voor klarinet, altsaxofoon en piano; 1991-1992 Concert voor fagot en strijkkwartet)
- 1938 Spielmusik, voor mandoline en strijktrio
- 1939 5 frohe Weisen für den Wiener Weihnachtsmarkt, voor 3 hobo's, 2 klarinetten, 2 fagotten en 2 hoorns
- 1942 Divertimento, voor 3 klarinetten en basklarinet
- 1944 Eine vergnügliche Musik, voor acht blazers
- 1945-1946 rev.1969 Strijkkwartet nr. 1
- 1953 Improvisation über altdeutsche Volksweisen, voor viola d'amore, bassethoorn en dubbelkorig luit
- 1961 Jubiläumsquartett, voor 2 violen, altviool en cello
- 1963-1964 4 Tanzstücke, voor strijkkwartet, klarinet, fagot en hoorn
- 1965 Humoreske, voor blaaskwintet
- 1969 Eine vergnügliche Spielmusik, voor 3 violen en cello
- 1970 Allerlei Spielmusik, voor spelmuziekgroepen
- 1982 Commedia musicale, voor klarinet, altviool en piano (1987 versie voor 2 piano's)
- 1982 3 Stücke, voor dwarsfluit en gitaar
- 1985-1986 3 Tanzstücke, voor blaasoktet
- 1986 Scherzo capriccioso, voor fagot en piano (1986 versie voor basklarinet en piano; 1989 versie voor blaasoktet)
- Andante semplice, voor klarinet en piano

### Werken voor piano
- 1922 Wiener Weisen
- 1925 Muziek tot een blijspel
- 1927 2e danssuite
- 1974 4 kleine stukken
- 1979 Drosser Musettewalzer

### Werken voor gitaar
- 1937-1939 10 kleine stukken
- 1937 Sonate
- 1969 Nieuwe versie van Sonata classica

### Filmmuziek
- 1932 Gebändigte Zeit (Zwitserse horlogenindustrie)
- 1932 Der Weg nach dem Süden
- 1933 Abessinienflug
- 1933 Alpenflug
- 1933 Appenzellerland
- 1933 Im Dienste des Alltags
- 1933 Mensch im Schnee
- 1933 Toggenburg
- 1935 Seldwyla
- 1935 Symphonie des Wassers
- 1935 Tessiner Bergbauern
- 1935 Tessiner Seen
- 1936 Frauennot - Frauenglück
- 1936 So lebt China
- 1939 Aus Rüstkammern deutscher Vergangenheit
- 1939 Fristlos entlassen
- 1950 Das gestohlene Jahr
- 1951 Schwindel im 3/4-Takt
- 1952 Frühlingsstimmen
- 1953 Der Verschwender
- 1957 Hochstätten des Geistes
- 1957 Wien, du Stadt meiner Träume

## Publicaties
- Selbstdarstellung: Die österreichische Symphonie nach Anton Bruckner, Linz 1983. S. 17-19.